# Molophilus (Molophilus) ruficollis
Molophilus (Molophilus) ruficollis is een tweevleugelige uit de familie steltmuggen (Limoniidae). De soort komt voor in het Australaziatisch gebied.